# Apple A5
Apple A5 là hệ thống chip 32 bit được thiết kế bởi Apple Inc. và được sản xuất bởi Samsung  và là sản phẩm kế thừa của Apple A4. A5 ra mắt thương mại với việc phát hành máy tính bảng iPad 2 của Apple và cũng trang bị cho iPhone 4S, iPod Touch thế hệ thứ 5, Apple TV thế hệ thứ 3 và iPad mini thế hệ thứ nhất. Điều này phù hợp với cách Apple ra mắt chip A4: đầu tiên là iPad thế hệ thứ nhất, tiếp theo là iPhone 4 và sau đó là iPod Touch (thế hệ thứ 4). Apple tuyên bố rằng so với người tiền nhiệm A4, CPU A5 "có thể làm việc gấp đôi" và GPU có "hiệu năng đồ họa cao gấp 9 lần". Bản cập nhật phần mềm cho các thiết bị sử dụng chip này đã ngừng vào năm 2016, với việc phát hành iOS 10.

## Thiết kế
A5 bao gồm CPU ARM Cortex-A9 nhân kép  với bộ tăng tốc NEON SIMD và GPU PowerVR SGX543MP2 nhân kép. Apple nói A5 có tốc độ xử lý 1 GHz trên trang thông số kỹ thuật của iPad 2, mặc dù nó có thể tự động điều chỉnh tần số của nó để tiết kiệm pin. Con chip được sử dụng trong iPhone 4S có xung nhịp khoảng 800 MHz. Apple cũng đã tích hợp một bộ xử lý tín hiệu hình ảnh (ISP) sẽ xử lý hậu kỳ hình ảnh tiên tiến như nhận diện khuôn mặt, cân bằng trắng và chống rung hình ảnh tự động  và một bộ phận "earSmart" từ Audience để khử nhiễu.
Khi A5 được phát hành lần đầu tiên, ước tính vào thời điểm đó sẽ có giá cao hơn 75% so với thế hệ trước, với sự khác biệt dự kiến sẽ giảm khi sản xuất tăng. Tính đến  tháng 8 năm 2012, A5 được sản xuất tại nhà máy Austin, Texas của Samsung. Samsung đã đầu tư 3,6 tỷ đô vào nhà máy Austin để sản xuất chip như bộ xử lý và gần như tất cả sản lượng của nhà máy đó là dành riêng cho các linh kiện của Apple. Samsung cũng đã đầu tư thêm 4.2 tỷ đô vào nhà máy Austin để chuyển sang quy trình sản xuất 28 nm vào nửa cuối năm 2013.
Số phiên bản của A5 là: S5L8940 (phiên bản 45 nm), S5L8942 (phiên bản 32 nm) và S5L8947 (phiên bản nhân đơn 32 nm). Một biến thể của A5 với hệ thống bộ nhớ rộng hơn và 4 nhân đồ họa được gọi là Apple A5X và được tìm thấy trong iPad thế hệ thứ 3.

### Apple A5 (S5L8940)
Apple sử dụng phiên bản đầu tiên của chip A5 trong iPhone 4S và iPad 2. Tiến trình sản xuất của A5 là 45 nm  được sản xuất theo kiểu package on package (PoP) cùng với 512  MB LP-DDR2 DRAM.

### Apple A5r2 (S5L8942)
Apple đã sử dụng phiên bản thứ hai của chip A5 trong Apple TV thế hệ thứ 3, được công bố vào ngày 7 tháng 3 năm 2012, cũng như i iPad mini và 32 nm của iPad 2 sửa đổi. Con chip này được sản xuất với tiến trình sản xuất 32 nm, với mã ID S5L8942 và nó có một lnhân bị vô hiệu hóa trong Apple TV. A5 mới có kích thước nhỏ hơn gần 41% so với A5 thế hệ đầu tiên, ở mức 69,6  mm 2 và được sản xuất trong một package on package (PoP) cùng với 512 MB LPDDR2 DRAM.

### Apple A5r3 (S5L8947)
Vào tháng 3 năm 2013, Apple đã phát hành phiên bản cập nhật của Apple TV thế hệ thứ ba (AppleTV3,2) có chứa một nhân CPU nhỏ hơn, đơn nhân và GPU đơn của vi xử lý A5. Không giống như các biến thể A5 khác, phiên bản A5 này không phải là PoP, nó không có RAM xếp chồng lên nhau. Con chip rất nhỏ, chỉ 37,8 mm 2, nhưng vì việc giảm kích thước không phải do giảm kích thước tính năng (nó vẫn đang trong tiến trình sản xuất 32 nm), điều này cho thấy rằng phiên bản A5 này là một thiết kế mới. Các dấu hiệu cho biết nó có tên APL7498 và trong phần mềm, chip có tên là S5L8947.

## Các sản phẩm bao gồm Apple A5
- iPad 2 (A5 nhân kép 45 nm) - Tháng 3 năm 2011; (A5 nhân kép 32 nm) - Tháng 3 năm 2012
- iPhone 4S (A5 nhân kép 45 nm) - Tháng 10 năm 2011
- Apple TV thế hệ thứ 3 (A5 đơn nhân 32 nm) - Tháng 3 năm 2012
- iPod Touch (thế hệ thứ 5) (A5 nhân kép 32 nm) - Tháng 10 năm 2012
- iPad Mini (thế hệ 1) (A5 nhân kép 32 nm) - Tháng 11 năm 2012

## Bộ sưu tập
Những hình ảnh này là hình minh họa và chỉ xấp xỉ theo tỷ lệ.